# Distrito electoral de Rock Creek (condado de Jefferson, Nebraska)
Rock Creek (en inglés: Rock Creek Precinct) es un distrito electoral ubicado en el condado de Jefferson en el estado estadounidense de Nebraska. En el Censo de 2010 tenía una población de 181 habitantes y una densidad poblacional de 1,94 personas por km².

## Geografía
Rock Creek se encuentra ubicado en las coordenadas 40°8′12″N 97°5′51″O / 40.13667, -97.09750. Según la Oficina del Censo de los Estados Unidos, Rock Creek tiene una superficie total de 93.28 km², de la cual 92.85 km² corresponden a tierra firme y (0.46%) 0.43 km² es agua.

## Demografía
Según el censo de 2010, había 181 personas residiendo en Rock Creek. La densidad de población era de 1,94 hab./km². De los 181 habitantes, Rock Creek estaba compuesto por el 96.69% blancos, el 1.66% eran afroamericanos, el 0.55% eran amerindios, el 0% eran asiáticos, el 0% eran isleños del Pacífico, el 0% eran de otras razas y el 1.1% pertenecían a dos o más razas. Del total de la población el 1.1% eran hispanos o latinos de cualquier raza.